# Europejski nakaz zabezpieczenia na rachunku bankowym
Europejski nakaz zabezpieczenia na rachunku bankowym – wprowadzona Rozporządzeniem Parlamentu Europejskiego i Rady (UE) nr 655/2014 z dnia 15 maja 2014 r. ustanawiające procedurę europejskiego nakazu zabezpieczenia na rachunku bankowym w celu ułatwienia transgranicznego dochodzenia wierzytelności w sprawach cywilnych i handlowych instytucja mająca na celu utrudnianie przeciwdziałaniu wykonywania orzeczeń sądowych przez zbycie, przelanie lub wycofanie środków z rachunku dłużnika prowadzonego w jednym z państw członkowskich Unii Europejskiej polegająca na nakazaniu blokady środków na określonym rachunku bankowym do wskazanej kwoty. Stanowi alternatywę dla krajowych sposobów zabezpieczenia.

## Zakres zastosowania
Europejski nakaz zabezpieczenia na rachunku bankowym może zostać wydany w odniesieniu do roszczeń pieniężnych w transgranicznych sprawach cywilnych i handlowych. Zakres ten nie obejmuje więc spraw skarbowych, celnych, administracyjnych czy dotyczących odpowiedzialności państwa za działania i zaniechania w wykonywaniu władzy publicznej. Nakaz ten nie może także zostać wydany w następujących sprawach, które pozostawałaby w ogólnym zakresie jego zastosowania:
- stosunków majątkowych wynikających z małżeństwa lub ze związku, który uznawany jest przez prawo dla niego właściwe za mający skutki porównywalne do małżeństwa;
- testamentów i dziedziczenia, w tym do zobowiązań alimentacyjnych powstających wskutek śmierci;
- roszczeń przeciwko dłużnikowi, w związku z którymi wszczęto postępowania upadłościowe, postępowania dotyczące likwidacji niewypłacalnych spółek lub innych osób prawnych, ugody sądowe, układy lub analogiczne postępowania;
- ubezpieczeń społecznych;
- postępowania polubownego[2].

Za sprawę transgraniczną na potrzeby oceny dopuszczalności wydania europejskiego nakazu zabezpieczenia na rachunku bankowym uznaje się sprawę, w której rachunek lub rachunki bankowe mające zostać objęte nakazem zabezpieczenia są prowadzone w państwie członkowskim innym niż państwo członkowskie sądu, do którego zwrócono się o wydanie nakazu lub państwo, w którym wierzyciel ma miejsce zamieszkania.
Możliwość uzyskania europejskiego nakazu zabezpieczenia istnieje zarówno przed wszczęciem postępowania lub na którymkolwiek etapie takiego postępowania do momentu wydania orzeczenia, jak i po uzyskaniu przez wierzyciela w państwie członkowskim orzeczenia, ugody sądowej lub dokumentu urzędowego, na mocy których wymaga się od dłużnika zapłaty roszczenia wierzyciela. Wystąpienie o wydanie nakazu przed uzyskaniem orzeczenia sądowego ogranicza jednak możliwość uzyskania informacji o rachunkach bankowych dłużnika.

## Przebieg postępowania

### Jurysdykcja
Jeżeli wierzyciel nie uzyskał jeszcze orzeczenia, ugody sądowej lub dokumentu urzędowego potwierdzającego istnienie zobowiązania, o wydaniu europejskiego nakazu zabezpieczenia na rachunku bankowym może orzec sąd właściwy do orzekania w sprawie głównej zgodnie z właściwymi przepisami dotyczącymi jurysdykcji.
Jeżeli dłużnikiem jest konsument, który zawarł z wierzycielem umowę do celów niezwiązanych z jego działalnością zawodową lub gospodarczą europejski nakaz zabezpieczenia na rachunku bankowym może być wydany wyłącznie przez sąd państwa członkowskiego, w którym dłużnik ma miejsce zamieszkania.
W przypadku, gdy wierzyciel uzyskał już orzeczenie lub ugodę sądową nakaz może być wydany przez sądy państwa członkowskiego, w którym wydano orzeczenie lub zatwierdzono albo zawarto ugodę sądową. W przypadku, gdy roszczenie jest stwierdzone lub wynika z dokumentu urzędowego nakaz może zostać wydany przez sądy państwa członkowskiego, w którym sporządzono dokument. Warto wskazać, iż w polskim postępowaniu cywilnym uzyskanie zabezpieczenia po uzyskaniu przez wierzyciela tytułu wykonawczego nie jest dopuszczalne.

### Warunki wydania
Warunkiem wydania europejskiego nakazu zabezpieczenia na rachunku bankowym jest przedłożenie wystarczających dowodów, by przekonać sąd, że istnieje pilna potrzeba zastosowania środka zabezpieczającego w formie tegoż nakazu ze względu na realne ryzyko, iż bez takiego środka późniejsze dochodzenie roszczenia wobec dłużnika będzie niemożliwe lub znacząco utrudnione (odpowiada to wymogowi wykazania interesu prawnego w polskim postępowaniu zabezpieczającym).
W przypadku, gdy wierzyciel nie uzyskał jeszcze w żadnym z państw członkowskich orzeczenia, ugody sądowej lub dokumentu urzędowego zobowiązujących dłużnika do zaspokojenia roszczenia wierzyciela, muszą także został przedłożone wystarczające dowody do przekonania sądu, iż wierzyciel może wygrać w sprawie głównej przeciwko dłużnikowi (odpowiada to wymogowi uprawdopodobnienia roszczenia w polskim postępowaniu zabezpieczającym).

### Wszczęcie postępowania
Wniosek o wydanie europejskiego nakazu zabezpieczenia na rachunku bankowym może zostać złożony wyłącznie na urzędowym formularzu. Do wniosku powinny zostać załączone wszelkie istotne dokumenty oraz odpis orzeczenia, ugody sądowej lub dokumenty urzędowego spełniający warunki niezbędne do stwierdzenia autentyczności tych dokumentów w przypadku, gdy wierzyciel już je uzyskał. Wniosek z załącznikami może również zostać złożony w formie elektronicznej, jeżeli taka forma jest akceptowana przez przepisy proceduralne państwa członkowskiego, w którym jest składany.
Dłużnik nie jest informowany o złożeniu przez wierzyciela wniosku o wydanie nakazu przed jego wydaniem.
Wierzyciel może wnioskować, aby nakaz objął nie tylko żądanie główne, ale również wszelkie odsetki narosłe od kwoty roszczenia zgodnie z przepisami prawa mającymi zastosowanie do tegoż roszczenia. Jeżeli wierzyciel uzyskał już orzeczenie, ugodę sądową lub dokument urzędowy, nakaz obejmuje także koszty uzyskania takiego orzeczenia, ugody lub dokumentu, w zakresie w jakim ustalono, że koszty te musi ponieść dłużnik.
Wierzyciel nie może składać wniosków o wydanie europejskiego nakazu zabezpieczenia na rachunku bankowym równolegle do różnych sądów w tym samym czasie, wobec tego samego dłużnika w celu zabezpieczenia tego samego roszczenia. We wniosku o wydanie nakazu wierzyciel oświadcza, czy zwrócił się już do jakiegokolwiek innego sądu lub organu z wnioskiem o równoważny nakaz krajowy lub czy uzyskał już taki nakaz oraz wskazuje wszelkie wnioski o wydanie takiego nakazu, które zostały odrzucone jako niedopuszczalne lub bezzasadne.
W postępowaniu o wydanie nakazu strony nie muszą być reprezentowane przez profesjonalnego pełnomocnika, a opłaty sądowe nie mogą być wyższe niż opłaty za wydanie równoważnego nakazu krajowego.

### Postępowanie dowodowe
Sąd podejmuje decyzję w drodze procedury pisemnej na podstawie informacji i dowodów dostarczonych przez wierzyciela w jego wniosku lub wraz z tym wnioskiem. Jeśli sąd uzna, że dostarczone dowody są niewystarczające, może, o ile zezwala na to prawo krajowe, zwrócić się do wierzyciela, by dostarczył dodatkową dokumentację dowodową. Niezależnie od tego sąd może także skorzystać z innych metod zbierania dowodów dostępnych na mocy prawa krajowego pod warunkiem, że nie opóźni to nadmiernie postępowania. Do tego rodzaju metod można zaliczyć w szczególności przesłuchanie wierzyciela lub świadków.

### Wydanie nakazu
Sąd, do którego skierowano wniosek o wydanie europejskiego nakazu zabezpieczenia powinien przeanalizować czy spełniono warunki i wymogi jego wydania oraz podjąć decyzję do końca dziesiątego dnia roboczego pod złożeniu lub uzupełnieniu wniosku przez wierzyciela. W przypadku, gdy wniosek składany jest po uzyskaniu przez wierzyciela orzeczenia, ugody sądowej lub dokumentu urzędowego termin ten wynosi pięć dni roboczych.
Jeżeli sądu uzna, że konieczne jest przesłuchanie wierzyciela lub świadków przesłuchanie przeprowadza się niezwłocznie, a sąd powinien wydać decyzję w przedmiocie wydania nakazu do końca piątego dnia roboczego po dniu, w którym odbyło się przesłuchanie.
Jeżeli wierzyciel ubiega się o wydanie nakazu przed uzyskaniem orzeczenia, ugody sądowej lub dokumentu urzędowego sąd nakłada na niego wymóg złożenia kaucji na kwotę wystarczającą, by zapobiec nadużyciu procedury oraz by zapewnić rekompensatę za ewentualne szkody, za które odpowiedzialność ponosi wierzyciel. Sąd może odstąpić od wymogu żądania złożenia kaucji, jeżeli uważa, że jest to uzasadnione okolicznościami danej sprawy. Nawet jeżeli wierzyciel uzyskał już orzeczenie, ugodę sądową lub dokument urzędowy sąd może przed wydaniem nakazu nałożyć na niego wymóg złożenia kaucji, jeżeli uzna, że jest to konieczne i uzasadnione okolicznościami sprawy. W przypadku, gdy wierzyciel zobowiązany był do złożenia kaucji, sąd powinien wydać decyzję niezwłocznie po złożeniu tejże kaucji przez wierzyciela.
Nakaz wydawany jest przy użyciu urzędowego formularza oraz opatrywany pieczęcią lub jakąkolwiek inną formą uwierzytelnienia przez sąd. Formularz składa się z części A zawierającej informacje przeznaczone dla banku, wierzyciela oraz dłużnika, jak również części B zawierającej informacje przeznaczone wyłącznie dla wierzyciela i dłużnika.

#### Odwołanie od odmowy wydania
Wierzyciel może odwołać się od jakiejkolwiek decyzji sądu odrzucającej w całości lub części wniosek o wydanie nakazu. Odwołanie może zostać złożone w terminie 30 dni od dnia powiadomienia wierzyciela o decyzji i jest składane do sądu wskazanego przez państwo członkowskie. Nie musi być to sąd, który wydał zaskarżoną decyzję.
W przypadku, gdy wniosek został odrzucony w całości postępowanie odwoławcze toczy się bez udziału dłużnika.

### Odpowiedzialność wierzyciela
Wierzyciel jest odpowiedzialny wobec dłużnika za wszelkie szkody spowodowane europejskim nakazie zabezpieczenia na rachunku bankowym powstałe z winy wierzyciela. Ciężar dowodu spoczywa na dłużniku. Wina wierzyciela jest jednak domniemana w następujących przypadkach:
- jeżeli nakaz zostanie uchylony, ponieważ wierzyciel nie wszczął postępowania w sprawie głównej, chyba że brak działania był konsekwencją spłaty roszczenia lub ugody;
- jeżeli wierzyciel nie zwrócił się o zwolnienie zabezpieczonych sum przekraczających kwotę podlegającą zabezpieczeniu;
- jeżeli następnie stwierdzono, że wydanie nakazu nie było uzasadnione lub było uzasadnione jedynie na niższą kwotę z powodu niespełnienia przez wierzyciela ciążących na nim obowiązków związanych z ujawnieniem informacji o równoległych wnioskach
- jeżeli nakaz zostaje uchylony lub jego wykonywanie zostaje zakończone, ponieważ wierzyciel nie spełnił ciążących na nim obowiązków dotyczących doręczenia, tłumaczenia dokumentów lub usunięcia braku doręczenia lub tłumaczenia.

Prawem właściwym dla odpowiedzialności wierzyciela jest prawo państwa członkowskiego wykonania, a jeżeli zabezpieczone zostaną rachunku w kilku państwach członkowskich właściwe jest prawo państwa członkowskiego wykonania:
- w którym dłużnik ma miejsce zwykłego pobytu lub jeżeli takowe nie występuje;
- które ma najściślejszy związek ze sprawą[22].

### Wniosek o udzielenie informacji o rachunku bankowym
Jeżeli wierzyciel uzyskał już wykonalne orzeczenie, ugodę sądową lub dokument urzędowy, na mocy których dłużnik ma obowiązek spłacić roszczenie wierzyciela oraz ma podstawę uważać, że dłużnik posiada jeden lub więcej rachunków w banku w konkretnym państwie członkowskim, ale nie zna nazwy ani adresu banku ani też innych danych umożliwiających identyfikację banku może zwrócić się do sądu, do którego składany był wniosek o wydanie nakaz, by sąd ten zażądał od właściwego organu państwa członkowskiego wykonania uzyskania informacji niezbędnych do zidentyfikowania banku lub banku oraz rachunku lub rachunków bankowych dłużnika. Wniosek tego rodzaju wierzyciel składa we wniosku o wydanie nakazu zabezpieczenia wraz z uzasadnieniem dlaczego uważa, że dłużnik posiada jeden lub więcej rachunków w banku w konkretnym państwie członkowskim przekazując jednocześnie wszelkie istotne dostępne mu informacje o dłużniku oraz rachunku lub rachunkach, które podlegają zabezpieczeniu.
Wierzyciel może także złożyć wniosek o udzielenie informacji o rachunku bankowym jeszcze zanim orzeczeni, ugoda sądowa lub dokument urzędowy staną się wykonalne, jeżeli kwota podlegająca zabezpieczeniu jest (z uwzględnieniem okoliczności) znaczna i przedstawione zostały dostateczne dowody, aby przekonać sąd o istnieniu pilnej potrzeby uzyskania informacji o rachunku ze względu na ryzyko, iż bez takich informacji późniejsze dochodzenie roszczenia wierzyciela wobec dłużnika może być zagrożone, co może następnie spowodować istotne pogorszenie sytuacji finansowej wierzyciela.
Jeżeli sąd uznaje, że wniosek wierzyciela nie jest wystarczająco uzasadniony, odrzuca go. W przeciwnym razie sąd po wydaniu nakazu przekazuje wniosek właściwemu organowi państwa członkowskiego wykonania.
Każde państwo członkowskie powinno udostępniać co najmniej jedną metodę uzyskania informacji o rachunkach bankowych dłużnika:
- zobowiązanie wszystkich banków działających na jego terytorium do ujawnienia, na wniosek organu ds. informacji, czy dłużnik posiada w nich rachunek;
- dostęp organu ds. informacji do istotnych informacji, w przypadku gdy informacje te są przechowywane przez organy publiczne lub organy administracji w rejestrach lub w innej formie;
- możliwość, by sąd zobowiązał dłużnika do ujawnienia, w którym banku lub w których bankach na terytorium jego państwa członkowskiego posiada rachunek lub rachunki wraz z imiennym nakazem sądu zakazującym mu wycofania lub przelania środków przechowywanych na jego rachunku lub rachunkach do kwoty podlegającej zabezpieczeniu na mocy nakazu zabezpieczenia;

lub wszelkie skuteczne i efektywne metody uzyskiwania istotnych informacji pod warunkiem, że nie są niewspółmiernie kosztowne lub czasochłonne.

### Obowiązek wszczęcia postępowania w sprawie głównej
W przypadku, gdy wniosek o wydanie europejskiego nakazu zabezpieczenia na rachunku bankowym został złożony przed wszczęciem postępowania w sprawie głównej, wierzyciel jest zobowiązany takowe postępowanie wszcząć oraz przedstawić stosowny dowód sądowi wydającemu nakaz w terminie 30 dni od daty złożenia wniosku lub 14 dni od daty wydania nakazu w zależności od tego, która z tych dat jest późniejsza. Na prośbę dłużnika sąd może wydłużyć termin, aby przykładowo umożliwić zawarcie ugody.
Jeżeli sąd nie otrzyma we właściwym terminie dowodu wszczęcia postępowania nakaz zostaje uchylony lub wygasa. W przypadku gdy sąd, który wydał nakaz, ma siedzibę w państwie członkowskim wykonania, uchylenia lub wygaśnięcia nakazu w tym państwie członkowskim dokonuje się zgodnie z prawem tego państwa członkowskiego. W przypadku gdy do uchylenia lub wygaśnięcia nakazu musi dojść w państwie członkowskim innym niż państwo członkowskie wydania, sąd uchyla nakaz zabezpieczenia przy użyciu urzędowego formularza oraz przekazuje tenże formularz właściwemu organowi państwa członkowskiego wykonania.

## Wykonanie nakazu

### Czas obowiązywania nakazu
Środki zabezpieczone europejskim nakazem zabezpieczenia na rachunku bankowym pozostają zabezpieczone zgodnie z nakazem lub jego późniejszą modyfikacją lub ograniczeniem do czasu, gdy:
- nakazu zostaje uchylony
- następuje zakończenie wykonywania nakazu
- środek służący wykonaniu orzeczenia, ugody sądowe lub dokumentu urzędowego uzyskanego przez wierzyciela w związku z roszczenie, które nakaz zabezpieczenia miał zabezpieczyć stanie się skuteczny w odniesieniu do środków zabezpieczonych nakazem[24].

### Podstawowe zasady uznania i wykonania nakazu
Nakaz zabezpieczenia wydany w jednym państwie członkowskim jest uznawany w innych państwach członkowskich bez potrzeby przeprowadzania jakiejkolwiek specjalnej procedury oraz jest wykonalny w innych państwach członkowskich bez potrzeby stwierdzania jego wykonalności. Nie jest wymagana legalizacja ani żadne inne podobne formalności.
Co do zasady nakaz wykonywany jest zgodnie z procedurami mającymi zastosowanie do wykonania równoważnych nakazów krajowych w państwie członkowskim wykonania. Wszystkie organy uczestniczące w wykonywaniu nakazu mają obowiązek działać bez zbędnej zwłoki. Nakazowi towarzyszy, w razie konieczności, tłumaczenie lub transliteracja na język urzędowy państwa członkowskiego wykonania lub, w przypadku gdy w tym państwie członkowskim obowiązuje kilka języków urzędowych – w języku urzędowym lub w jednym z języków urzędowych miejsca, w którym nakaz ma być wykonany. Takie tłumaczenie lub taką transliterację zapewnia sąd wydania, wykorzystując odpowiednią wersję językową urzędowego formularza.
W przypadku gdy nakaz zabezpieczenia został wydany w państwie członkowskim innym niż państwo członkowskie wykonania część A urzędowego formularza przekazuje się właściwemu organowi państwa członkowskiego wykonania. Przekazania dokonuje sąd wydający nakaz lub wierzyciel, w zależności od tego, kto na mocy prawa państwa członkowskiego wydania odpowiada za wszczęcie procedury wykonania. Właściwy organ państwa członkowskiego wykonania podejmuje niezbędne kroki w celu zapewnienia wykonania nakazu zgodnie z własnym prawem krajowym.

### Wykonanie nakazu przez bank
Bank, do którego skierowany jest nakaz zabezpieczenia, wykonuje go niezwłocznie po jego otrzymaniu lub, gdy przewiduje to prawo państwa członkowskiego wykonania, po otrzymaniu polecenia, by wykonać nakaz. W celu wykonania nakazu zabezpieczenia bank zabezpiecza kwoty określone w nakazie poprzez zapewnienie, że ta kwota nie zostanie przelana lub wycofana z rachunku lub rachunków wskazanych w nakazie lub w przypadku gdy przewiduje to prawo krajowe – poprzez przelanie tej kwoty na specjalny rachunek do celów zabezpieczenia.
Jeśli nakaz zabezpieczenia obejmuje kilka rachunków, które dłużnik posiada w tym samym banku, i na rachunkach tych znajdują się środki przekraczające kwotę wskazaną w nakazie, nakaz jest wykonywany, a zabezpieczeniu poddawane są kolejno następujące rachunki:
- rachunki oszczędnościowe, których dłużnik jest wyłącznym posiadaczem;
- rachunki bieżące, których dłużnik jest wyłącznym posiadaczem
- wspólne rachunki oszczędnościowe;
- wspólne rachunki bieżące[27];

z zastrzeżeniem, iż środki zgromadzone na rachunkach, które zgodnie z dokumentacją banku nie należą wyłącznie do dłużnika lub rachunkach, których posiadaczem jest osoba trzecia w imieniu dłużnika lub których posiadaczem jest dłużnik w imieniu osoby trzeciej, mogą zostać zabezpieczone wyłącznie w takim zakresie, w jakim mogą podlegać zabezpieczeniu na mocy prawa państwa członkowskiego wykonania. Dodatkowo kwoty, które są wyłączane spod zajęcia na mocy prawa państwa członkowskiego wykonania, są wyłączane z zabezpieczenia na mocy niniejszego rozporządzenia.
Do końca trzeciego dnia roboczego po wykonaniu nakazu zabezpieczenia bank lub inny podmiot odpowiedzialny za wykonanie nakazu w państwie członkowskim wykonania wydaje oświadczenie przy użyciu urzędowego formularza wskazując, czy i w jakim zakresie środki na rachunku lub rachunkach dłużnika zostały zabezpieczone, a jeśli tak się stało – w którym dniu wykonano nakaz. Jeżeli, w wyjątkowych okolicznościach, bank lub inny podmiot nie ma możliwości wydania oświadczenia w terminie trzech dni roboczych, wydaje je możliwie najszybciej, lecz nie później niż do końca ósmego dnia roboczego po wykonaniu nakazu.
Kwota ostatecznie zabezpieczona może podlegać rozliczeniom transakcji, które są w toku w chwili otrzymania przez bank nakazu lub odpowiadającego mu polecenia. Jednak takie transakcje w toku można uwzględnić wyłącznie wtedy, gdy są one rozliczone przed wydaniem przez bank oświadczenia dotyczącego zabezpieczenia środków.
Bank ma prawo wystąpić do wierzyciela lub dłużnika o opłacenie lub zwrot kosztów poniesionych podczas wykonania nakazu zabezpieczenia wyłącznie wtedy, gdy na mocy prawa państwa członkowskiego wykonania bank jest uprawniony do tego rodzaju płatności lub zwrotu w odniesieniu do równoważnych nakazów krajowych. Opłaty pobierane przez bank w celu pokrycia kosztów określa się, biorąc pod uwagę złożoność wykonania nakazu zabezpieczenia; nie mogą być one wyższe niż opłaty pobierane za wykonanie równoważnych nakazów krajowych. Opłaty pobierane przez bank w celu pokrycia kosztów związanych z przekazaniem informacji o rachunku nie mogą być wyższe niż koszty rzeczywiście poniesione, a w stosownych przypadkach – nie mogą być wyższe niż opłaty pobierane za przekazanie informacji o rachunku w kontekście równoważnych nakazów krajowych.

### Doręczenie nakazu dłużnikowi
Europejski nakaz zabezpieczenia na rachunku bankowym oraz inne właściwe dokumentu oraz oświadczenie banku o zajęciu środków doręczane są:
- w przypadku gdy dłużnik ma miejsce zamieszkania w państwie członkowskim wydania zgodnie z przepisami prawa tego państwa członkowskiego;
- w przypadku, gdy dłużnik ma miejsce zamieszkania w państwie członkowskim innym niż państwo członkowskie poprzez przekazanie przez sąd wydania lub wierzyciela – w zależności od tego kto według przepisów państwa członkowskiego wydania odpowiada za doręczenie nakazu – stosownych dokumentów właściwemu organowi państwa członkowskiego, w którym dłużnik ma miejsce zamieszkania.
- W przypadku gdy dłużnik ma miejsce zamieszkania w państwie trzecim zgodnie z przepisami o doręczeniu międzynarodowym obowiązującymi w państwie członkowskim wydania[32].